# 27 avril 1944
Le jeudi 27 avril 1944 est le 118e jour de l'année 1944.

## Naissances
- Bernard Madrelle (mort le 25 septembre 2020), personnalité politique française
- Heikki Westerinen, joueur d'échecs finlandais
- Roger de Diesbach (mort le 21 septembre 2009), journaliste suisse

## Décès
- Kurt Münzer (né le 18 juin 1879), écrivain allemand
- Jean Michel (né le 14 juillet 1908),  médecin et chirurgien français
- René Oberthür (né le 14 avril 1852), entomologiste français
- Richard Schröder (né le 15 octobre 1867), botaniste et agronome allemand